# James Diossa

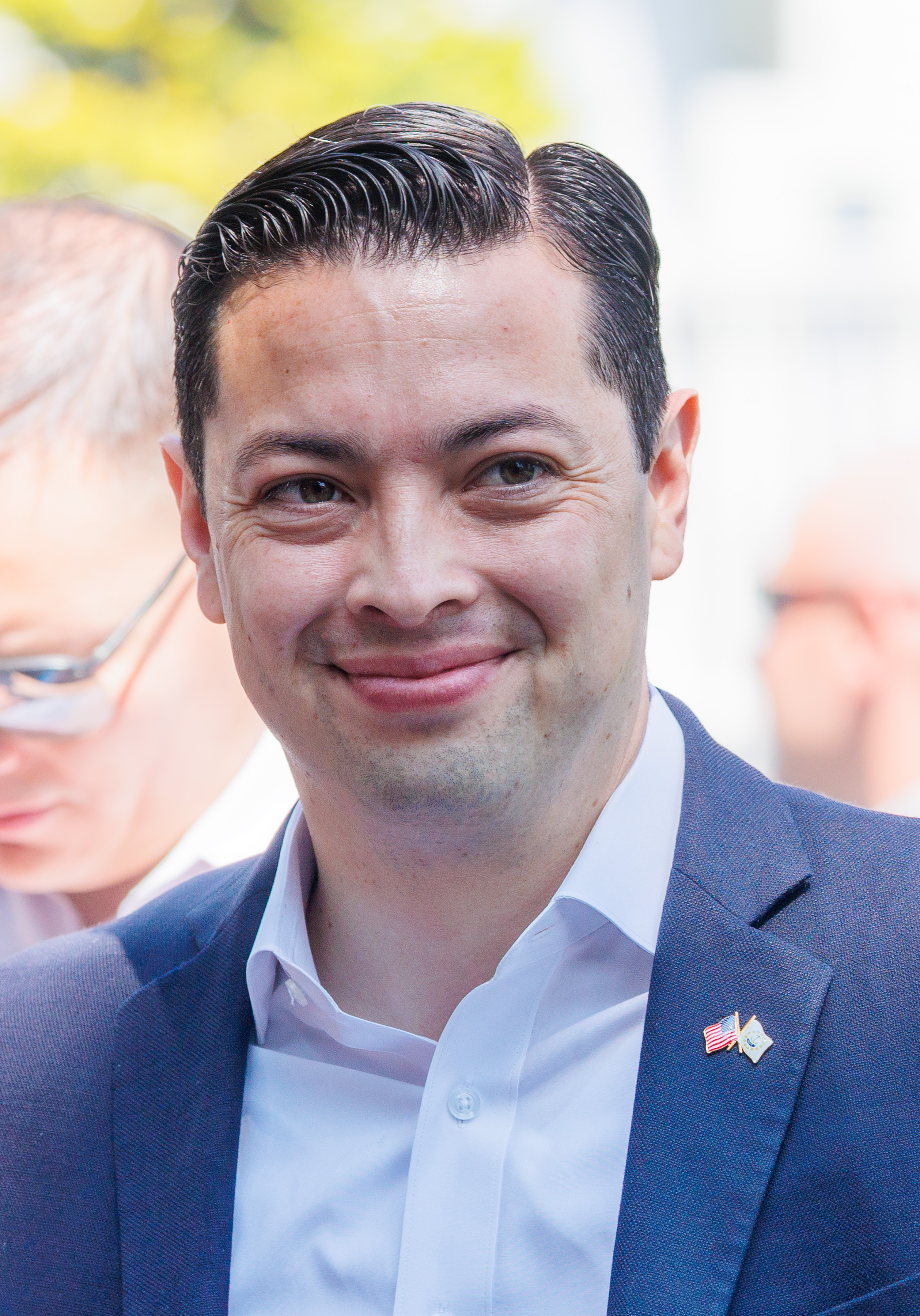
James Diossa

James Diossa (* 1985 in Medellín, Kolumbien) ist ein kolumbianisch-amerikanischer Politiker der Demokratischen Partei. Seit 2023 ist er der 32. General Treasurer vom Bundesstaat Rhode Island.

## Leben
Diossa immigrierte als Kind zusammen mit seinen Eltern aus Kolumbien in die Vereinigten Staaten nach Rhode Island, wo sein Vater Fabrikarbeiter war. Dort besuchte er bis 2003 die Central Falls High School. Als erstes Mitglied seiner Familie studierte er und erhielt einen Bachelor in criminal justice, worauf er sich inspiriert vom Slogan Yes We Can des Präsidenten Barack Obama in der Lokalpolitik seiner Heimatstadt Central Falls engagierte. Des Weiteren arbeitete er ab 2020 als Senior Advisor bei der Brown University.
Er ist mit der Politikerin Sandra Cano verlobt und hat zwei Kinder.

## Politische Laufbahn
Diossas politische Karriere begann mit 24 als Stadtrat Central Falls’. Nachdem dem Bürgermeister Charles Moreau Korruption vorgeworfen wurde und die Stadt Insolvenz erklärte, wurde er von 2012 bis 2020 jüngster Bürgermeister Rhode Islands und erster hispanische Bürgermeister Central Falls’. Mehr als zweimal durfte er nämlich nicht kandidieren. Als dieser konnte er die Finanzen der bankrotten Stadt in Ordnung bringen.
2022 trat er für den Posten des General Treasurer von Rhode Island an, den bisher Seth Magaziner hielt. Er wurde nämlich Vertreter des 2. Distrikts Rhode Islands im Repräsentantenhaus. Nachdem Diossa die demokratische Vorwahl mit 55,5 % der Stimmen gewann, konnte er sich mit 54,2 % gegen den Republikaner James Lathrop durchsetzen. Er wurde am 3. Januar 2023 vereidigt.